# Mæsk
Mæsk er et mellemprodukt i brygning og destillering. Mæskning er processen, hvor den tørrede malt klargøres til urtkogningen. Formålet med mæskningen er at omsætte stivelsen i malten til de fermenterbare saccharider: glucose, maltose, maltotriose og dextriner.